# Condylostylus latimanus
Condylostylus latimanus är en tvåvingeart som beskrevs av Van Duzee 1931. Condylostylus latimanus ingår i släktet Condylostylus och familjen styltflugor. Inga underarter finns listade i Catalogue of Life.